# Élections législatives de 1876 dans l'Aube
Les élections législatives de 1876 ont eu lieu les 20 février et 5 mars 1876

## Contexte
Le préfet de l'Aube Gustave Servois est chargé de préparer les élections en promouvant les conservateurs. Cependant, celui-ci attise les rivalités en souhaitant porter un agriculteur, Gustave Huot, dans l'arrondissement de Troyes et refuser que De Colmont, chef du bureau des finances, se présente. Ce dernier, accepta dans un premier temps pour ne pas diviser les conservateurs. Cependant, Huot refusa le 18 février qu'il se retirait de la lutte et que De Colmont devait donc devenir le candidat la veille de l'élection.

## Résultats à l'échelle du département
| Partis         | Partis                            | Premier tour | Premier tour | Deuxième tour | Deuxième tour | Sièges |
| Partis         | Partis                            | Voix         | %            | Voix          | %             | Sièges |
| -------------- | --------------------------------- | ------------ | ------------ | ------------- | ------------- | ------ |
|                | Centre-gauche                     | 19 294       | 33,32        | 7 196         | 29,80         | 2      |
|                | Bonapartistes                     | 14 078       | 24,31        | 12 043        | 49,87         | 1      |
|                | Gauche républicaine, Républicains | 12 779       | 22,07        |               |               | 2      |
|                | Union républicaine                | 6 755        | 11,66        | 4 911         | 20,34         | 0      |
|                | Orléaniste, Constitutionnels      | 4 374        | 7,55         |               |               | 0      |
|                | Monarchistes                      | 629          | 1,09         | 0             |               |        |
|                |                                   |              |              |               |               |        |
| Inscrits       | Inscrits                          | 78 211       | 100,00       | 27 425        | 100,00        | 5      |
| Votants        | Votants                           | 61 263       | 78,33        | 24 486        | 89,28         |        |
| Abstentions    | Abstentions                       | 16 948       | 21,67        | 2 939         | 10,72         |        |
| Blancs et nuls | Blancs et nuls                    | 3 354        | 5,47         | 336           | 1,37          |        |
| Exprimés       | Exprimés                          | 57 909       | 94,53        | 24 150        | 98,63         |        |

## Résultats par arrondissement

### Arrondissement d'Arcis-sur-Aube
| Candidats      | Candidats                         | Étiquette           | Premier tour | Premier tour |
| Candidats      | Candidats                         | Étiquette           | Voix         | %            |
| -------------- | --------------------------------- | ------------------- | ------------ | ------------ |
|                | Antoine Tézenas                   | Gauche républicaine | 5 585        | 61,11        |
|                | Auguste Godard d'Aucour de Plancy | Bonapartiste        | 3 554        | 38,89        |
|                |                                   |                     |              |              |
| Inscrits       | Inscrits                          | Inscrits            | 10 989       | 100,00       |
| Votants        | Votants                           | Votants             | 9 350        | 85,09        |
| Abstention     | Abstention                        | Abstention          | 1 639        | 14,91        |
| Blancs et nuls | Blancs et nuls                    | Blancs et nuls      | 211          | 2,26         |
| Exprimés       | Exprimés                          | Exprimés            | 9 139        | 97,74        |

### Arrondissement de Bar-sur-Aube
| Candidats      | Candidats           | Étiquette          | Premier tour | Premier tour | Deuxième tour | Deuxième tour |
| Candidats      | Candidats           | Étiquette          | Voix         | %            | Voix          | %             |
| -------------- | ------------------- | ------------------ | ------------ | ------------ | ------------- | ------------- |
|                | Richard de Lédignan | Union républicaine | 3 772        | 38,27        | 4 911         | 46,89         |
|                | Léon Piot           | Bonapartiste       | 3 739        | 37,94        | 5 562         | 53,11         |
|                | De Lassus           | Orléaniste         | 2 130        | 21,61        |               |               |
|                | Allard              | Républicain        | 214          | 2,17         |               |               |
|                |                     |                    |              |              |               |               |
| Inscrits       | Inscrits            | Inscrits           | 12 087       | 100,00       | 12 087        | 100,00        |
| Votants        | Votants             | Votants            | 9 906        | 81,96        | 10 573        | 87,47         |
| Abstention     | Abstention          | Abstention         | 2 181        | 18,04        | 1 514         | 12,53         |
| Blancs et nuls | Blancs et nuls      | Blancs et nuls     | 51           | 0,51         | 100           | 0,95          |
| Exprimés       | Exprimés            | Exprimés           | 9 855        | 99,49        | 10 473        | 99,05         |

### Arrondissement de Bar-sur-Seine
| Candidats      | Candidats             | Étiquette      | Premier tour | Premier tour | Deuxième tour | Deuxième tour |
| Candidats      | Candidats             | Étiquette      | Voix         | %            | Voix          | %             |
| -------------- | --------------------- | -------------- | ------------ | ------------ | ------------- | ------------- |
|                | Louis Rouvre          | Centre-gauche  | 6 681        | 49,77        | 7 196         | 52,61         |
|                | Charlemagne de Maupas | Bonapartiste   | 6 114        | 45,55        | 6 481         | 47,39         |
|                | De Taisne             | Monarchiste    | 629          | 4,69         |               |               |
|                |                       |                |              |              |               |               |
| Inscrits       | Inscrits              | Inscrits       | 15 338       | 100,00       | 15 338        | 100,00        |
| Votants        | Votants               | Votants        | 13 512       | 88,09        | 13 913        | 90,71         |
| Abstention     | Abstention            | Abstention     | 1 826        | 11,91        | 1 425         | 9,29          |
| Blancs et nuls | Blancs et nuls        | Blancs et nuls | 88           | 0,65         | 236           | 1,70          |
| Exprimés       | Exprimés              | Exprimés       | 13 424       | 99,35        | 13 677        | 98,30         |

### Arrondissement de Nogent-sur-Seine
| Candidats      | Candidats           | Étiquette           | Premier tour | Premier tour |
| Candidats      | Candidats           | Étiquette           | Voix         | %            |
| -------------- | ------------------- | ------------------- | ------------ | ------------ |
|                | Jean Casimir-Perier | Gauche républicaine | 6 980        | 100,00       |
|                |                     |                     |              |              |
| Inscrits       | Inscrits            | Inscrits            | 10 933       | 100,00       |
| Votants        | Votants             | Votants             | 8 033        | 73,47        |
| Abstention     | Abstention          | Abstention          | 2 900        | 26,53        |
| Blancs et nuls | Blancs et nuls      | Blancs et nuls      | 1 053        | 13,11        |
| Exprimés       | Exprimés            | Exprimés            | 6 980        | 86,89        |

### Arrondissement de Troyes
| Candidats      | Candidats      | Étiquette          | Premier tour | Premier tour |
| Candidats      | Candidats      | Étiquette          | Voix         | %            |
| -------------- | -------------- | ------------------ | ------------ | ------------ |
|                | Henri Fréminet | Centre-gauche      | 12 613       | 68,14        |
|                | Claude Baltet  | Union républicaine | 2 983        | 16,11        |
|                | De Colmont     | Constitutionnels   | 2 244        | 12,12        |
|                | Gustave Huot   | Bonapartiste       | 671          | 3,62         |
|                |                |                    |              |              |
| Inscrits       | Inscrits       | Inscrits           | 28 864       | 100,00       |
| Votants        | Votants        | Votants            | 20 462       | 70,89        |
| Abstention     | Abstention     | Abstention         | 8 402        | 29,11        |
| Blancs et nuls | Blancs et nuls | Blancs et nuls     | 1 951        | 9,53         |
| Exprimés       | Exprimés       | Exprimés           | 18 511       | 90,47        |